# Мюйрсепп, Ильмар Яанович
Ильмар Яанович Мюйрсепп (Ilmar Müürsepp) — советский и эстонский учёный в области ветеринарии и животноводства, член-корреспондент ВАСХНИЛ (1991).

## Биография
Родился в 09.08.1931 в с. Вилуссааре Тартуского уезда в семье фермера. После окончания средней школы поступил на ветеринарный факультет Тартуского государственного университета, потом перевёлся в только что организованную Эстонскую сельскохозяйственную академию.
С 1955 г., после её окончания, работал главным ветврачом совхоза, затем района, межрайонной станции искусственного осеменения.
С 1961 года научный сотрудник Эстонского НИИ животноводства и ветеринарии. В 1969—1979 заведующий лабораторией репродуктивной биологии.
В 1973 г. в Ленинградском ветеринарном институт защитил докторскую диссертацию на тему «Субклиническая патология эндометрия в послеродовой период и при бесплодии у коров».
В 1979—1994 начальник отдела воспроизводства крупного рогатого скота.
С 1994 г. профессор, с 1997 эмеритированный профессор Эстонского аграрного университета.
Автор (соавтор) более 160 научных статей и 8 книг.
Сочинения:
- Субклиническая патология эндометрия в послеродовой период и при бесплодии у коров : диссертация … доктора ветеринарных наук : 16.00.00. — Тарту, 1972. — 366 с. : ил.
- Ветеринарное акушерство и гинекология / И Я. Мюйрсепп, Л. А. Валге, М. И. Ялакас. — Таллин: Валгус, 1979. — 453 с.: ил., 4 л. ил.; 22 см.
- Veterinaasünnitusabi ja - günekologia. Ilmar Müürsepp. Valgus, 1979 - 452 pages.

Член-корреспондент ВАСХНИЛ (1991). Иностранный член РАСХН (1992) и РАН (2014).
Заслуженный деятель науки Эстонской ССР (1985). Лауреат Государственной премии Эстонской ССР (1985).